# Work Song (album)
| Recensione | Giudizio |
| ---------- | -------- |
| AllMusic   | [ 2 ]    |

Work Song è un album discografico di Nat Adderley, pubblicato dalla Riverside Records nell'aprile del 1960.
Il rating attribuito al disco da AllMusic è di quattro stelle e mezzo.

## Tracce
Lato A
1. Work Song – 4:09 (Nat Adderley) – Registrato il 27 gennaio 1960 a New York City
2. Pretty Memory – 3:50 (Bobby Timmons) – Registrato il 25 gennaio 1960 a New York City
3. I've Got a Crush on You – 2:50 (George Gershwin, Ira Gershwin) – Registrato il 27 gennaio 1960 a New York City
4. Mean to Me – 4:55 (Fred E. Ahlert, Roy Turk) – Registrato il 25 gennaio 1960 a New York City
5. Fallout – 4:46 (Nat Adderley) – Registrato il 25 gennaio 1960 a New York City

Durata totale: 20:30
Lato B
1. Sack of Woe – 4:21 (Julian Adderley) – Registrato il 27 gennaio 1960 a New York City
2. My Heart Stood Still – 6:20 (Richard Rodgers, Lorenz Hart) – Registrato il 25 gennaio 1960 a New York City
3. Violets for Your Furs – 3:44 (Matt Dennis, Tom Adair) – Registrato il 27 gennaio 1960 a New York City
4. Scrambled Eggs – 3:15 (Sam Jones) – Registrato il 27 gennaio 1960 a New York City

Durata totale: 17:40

## Musicisti
Work Song / I've Got a Crush on You / Sack of Woe / Violets for Your Furs / Scrambled Eggs
- Nat Adderley - cornetta
- Bobby Timmons - pianoforte (brani: Work Song / Sack of Woe / Scrambled Eggs)
- Wes Montgomery - chitarra
- Sam Jones - violoncello, contrabbasso
- Percy Heath - contrabbasso (brani: Work Song / Sack of Woe / Scrambled Eggs)
- Louis Hayes - batteria (brani: Work Song / Sack of Woe / Scrambled Eggs)

Pretty Memory / Mean to Me / Fallout / My Heart Stood Still
- Nat Adderley - cornetta
- Bobby Timmons - pianoforte (brani: Pretty Memory e Fallout)
- Wes Montgomery - chitarra
- Sam Jones - violoncello, contrabbasso (brani: Pretty Memory / Fallout / My Heart Stood Still)
- Keter Betts - contrabbasso
- Louis Hayes - batteria